# دردسر هرروزه
دردسر هرروزه (انگلیسی: Trouble Every Day) یک فیلم اروتیک ترسناک به کارگردانی کلر دنی است که در سال ۲۰۰۱ منتشر شد.

## گزیدهٔ بازیگران
- وینسنت گالو
- تریشا وسی
- بئاتریس دال
- الکس دسکاس
- نیکولا دوووشل
- ژوزه گارسیا
- ماریلو مارینی
- اورور کلمان